# 마블 라이벌즈
마블 라이벌즈는 넷이즈 게임즈와 마블 게임즈가 공동 개발하고 퍼블리싱한 히어로 슈터 비디오 게임이다. 이 게임은 2024년 12월 6일 플레이스테이션 5, Windows 및 엑스박스 시리즈 X/S용으로 출시되었다. 이 게임은 부분 유료화이며, 현재 마블 코믹스의 40개 캐릭터 라인업을 제공하며, 지원되는 모든 플랫폼에서 크로스 플레이를 지원한다. 2025년 2월 현재, 이 게임은 4천만 명 이상의 플레이어를 달성했다.

## 전제
이야기는 닥터 둠과 그의 영웅적인 2099년 동료 사이의 적대적인 만남으로 시작된다. 이 만남은 "타임스트림 얽힘"을 일으켜 새로운 세계가 창조되고 멀티버스 전역의 영웅과 악당들이 두 둠 변종 중 하나가 새로운 세계를 차지하기 전에 그들을 물리치기 위해 서로 싸우게 된다.

## 게임 플레이
마블 라이벌즈는 6대6 3인칭 슈팅 게임 히어로 슈터 타이틀이다. 이 게임은 또한 파괴 가능한 환경을 특징으로 하여 플레이어가 전장을 변경할 수 있다 (갤럭타가 감독). 2025년 4월 현재, 게임에는 13개의 독특한 지도가 있다.

### 모드
이 게임에는 5가지 모드가 있다:
- 호송 – 팀은 무작위로 공격 또는 방어로 지정된다. 공격팀의 목표는 카트나 움직이는 물체를 점령하여 지도 전체를 호위하는 것이고, 방어팀은 공격팀을 제거하고 다시 점령하여 목표물을 저지해야 한다. 공격팀이 시간 제한 내에 호송대를 지도 끝까지 호위하면 승리한다. 공격팀이 목표물을 점령하면 해당 팀이 근처에 서 있을 필요 없이 앞으로 이동하기 시작하며, 이 경우 더 빠른 속도로 이동한다. 방어팀이 차량을 다시 점령하면 공격팀 중 누구도 지정된 지역 근처에 서 있지 않으면 뒤로 이동하기 시작한다. 경쟁 모드에서는 공격팀이 최대한 진격하면 역할이 바뀌고 다른 팀이 자신들의 노력을 능가하려고 시도한다. 양 팀 모두 모든 체크포인트를 클리어하면, 승자가 결정될 때까지 양 팀의 남은 시간이 다음 시도에 사용되는 방식으로 게임이 다시 시작된다.
- 지배 – 양 팀이 몇몇 작은 지도 중 한 곳의 단일 지점을 공격한다. 지점을 점령하면 방어팀은 라운드가 끝날 때까지 100%에 도달할 때까지 천천히 점수를 얻는다. 그런 다음 모드는 다른 작은 지점으로 이동하여 목표를 반복한다. 두 지점을 먼저 점령하는 팀이 승리한다.
- 수렴 – 팀은 무작위로 공격 또는 방어로 지정된다. 공격팀의 목표는 지도상의 첫 번째 체크포인트를 공격하여 그 안에 서서 확보하는 것이다. 방어팀의 목표는 경기 타이머가 0에 도달할 때까지 체크포인트를 방어하는 것이다. 공격팀이 시간 내에 체크포인트를 성공적으로 점령하면 모드는 호송 스타일로 전환되어 공격팀이 지도 전체를 통해 카트나 움직이는 물체를 호위하여 두 개의 추가 체크포인트에 도달하려고 시도한다. 최종 체크포인트에 도달하는 것이 승리로 간주된다. 호송과 마찬가지로 경쟁 모드에서는 양 팀이 최상의 진행 상황을 설정하려고 시도하며, 양 팀이 최종 목표에 도달하면 남은 시간을 사용하여 추가 시도를 한다.
- 정복 – 플레이어는 두 팀으로 나뉜다. 영웅을 제거하면 상대 팀이 주울 수 있는 점수가 땅에 떨어진다. 아군도 이 점수를 주워 상대 팀에게서 점수를 빼앗을 수 있다. 한 팀이 다른 팀보다 50점을 먼저 얻거나 타이머가 만료되면 게임이 종료된다. 타이머가 0이 되기 전에 가장 많은 점수를 얻은 팀이 승자이다. 게임이 무승부로 끝나면 팀에게 한 점 더 얻을 기회가 주어진다.
- 둠 매치 – 자유 전투 데스매치. 최대 12명의 플레이어가 지도 전체에 걸쳐 스폰되며, 경기 종료 전에 가장 많은 최종 타격을 가하는 것이 유일한 목표이다. 첫 번째 플레이어가 16번의 최종 타격에 도달하면 게임이 종료되며, 상위 절반의 플레이어가 매치의 승자로 선언된다.

빠른 매치 게임은 순위가 없는 게임으로, 플레이어는 지배, 호송, 수렴 세 가지 모드를 플레이할 수 있다. 지배는 여러 라운드를 특징으로 하는 유일한 비경쟁 모드이다.

### 플레이 가능 캐릭터
2025년 7월 현재, 41명의 플레이 가능 캐릭터가 공식적으로 발표되었으며, 그 중 40명이 현재 게임 내에서 플레이 가능하다. 게임의 크리에이티브 디렉터인 광윤 첸은 잘 알려지지 않은 캐릭터부터 팬들이 좋아하는 캐릭터까지 다양한 캐릭터 명단을 원한다고 말했으며, 디자인 과정에 대해 "우리 게임에서 캐릭터를 디자인할 때, 우리는 각 마블 캐릭터의 배경과 성격에 깊이 파고들어, 모든 캐릭터의 게임 플레이 메커니즘과 스킬이 코믹스에서 이 영웅들이 진정으로 누구인지 반영하도록 정교하게 만들어진다"고 말했다.
플레이 가능 캐릭터는 Vanguard, Duelist, Strategist 세 가지 주요 역할로 나뉜다. Vanguard 영웅은 탱크처럼 작동하며, 큰 체력 풀과 생존력을 높이는 완화 능력을 가지고 있다. Duelist 영웅은 공격적인 역할을 수행하며, 최대 피해를 입히고 처치를 확보하도록 설계되었다. Strategist 영웅은 치유, 피해 증가 및 기타 유틸리티 능력을 통해 팀원을 돕고 지원할 수 있다. 각 캐릭터는 원작 만화 캐릭터를 기반으로 한 일련의 활성 및 비활성 기술과 기본 공격을 가지고 있다. 활성 기술은 일반적으로 사용 후 짧은 재사용 대기 시간을 가진다. 또한 각 캐릭터는 고유한 궁극기 능력을 가지고 있으며, 이는 플레이어가 궁극기 충전 미터가 시간이 지남에 따라 또는 전투에 참여하여 구축될 때까지 기다려야 한다. 라이벌즈만의 독특한 개념은 팀업(Team-ups)인데, 특정 캐릭터가 다른 캐릭터와 짝을 이루면 추가적인 활성 또는 비활성 능력을 제공할 수 있다. 예를 들어, 울버린과 헐크가 같은 팀에 선택되면 헐크는 울버린을 적에게 "패스트볼 스페셜"로 던질 수 있다. 이 게임은 "역할 대기열"을 플레이어에게 요구하지 않는데, 이는 그렇지 않으면 팀에 특정 영웅 조합을 요구할 것이다. 첸은 이것이 "팀업 기술과 그들 자신의 디자인을 통해 더 다양한 팀 구성을 제공하기 위한 것"이며, 플레이어가 제한 없이 팀업 능력을 사용할 수 있도록 하기 위한 것이라고 말했다.
게임 내 플레이 가능한 캐릭터 목록은 다음과 같다.
| 뱅가드 - 캡틴 아메리카 - 닥터 스트레인지 - 에마 프로스트 - 그루트 - 헐크 - 매그니토 - 페니 파커 - 싱 - 토르 - 베놈 | 듀얼리스트\| - 블랙 팬서 - 블랙 위도우 - 호크아이 - 헬라 - 휴먼 토치 - 리 리에 - 아이언맨 - 매직 - 미스터 판타스틱 - 문 나이트 \| - 네이머 - 피닉스 - 사이록 - 스칼렛 위치 - 스파이더맨 - 스쿼럴걸 - 스타로드 - 스톰 - 퍼니셔 - 윈터 솔저 - 울버린 \| | 전략가 - 애덤 워록 - 클로크 & 대거 - 인비저블우먼 - 제프 더 랜드 샤크 - 로키 - 루나 스노우 - 맨티스 - 로켓 라쿤 - 울트론 |
| - 블랙 팬서 - 블랙 위도우 - 호크아이 - 헬라 - 휴먼 토치 - 리 리에 - 아이언맨 - 매직 - 미스터 판타스틱 - 문 나이트  | - 네이머 - 피닉스 - 사이록 - 스칼렛 위치 - 스파이더맨 - 스쿼럴걸 - 스타로드 - 스톰 - 퍼니셔 - 윈터 솔저 - 울버린 | |

블레이드는 시즌 3 후반에 듀얼리스트로 추가될 예정이다.
많은 캐릭터들은 다른 꾸미기 스킨 외에도 해당 만화 시리즈의 대체 캐릭터를 기반으로 한 잠금 해제 가능 또는 구매 가능한 꾸미기 아이템 또는 마블 시네마틱 유니버스 출연을 기반으로 한 꾸미기 아이템을 가지고 있다. 스파이더맨은 스파이더맨 2 비디오 게임에 출연한 모습을 기반으로 한 의상도 가지고 있다.

### 시즌 콘텐츠
새로운 콘텐츠는 시즌 콘텐츠 업데이트를 통해 마블 라이벌즈에 추가될 예정이다. 초기에는 각 시즌이 약 3개월 동안 지속되며 두 반으로 나뉘어 각 반 시즌마다 최소 하나의 새로운 영웅을 포함한 새로운 콘텐츠가 출시될 예정이었다. 시즌 3부터는 시즌이 2개월 동안 지속될 예정이지만 여전히 두 반으로 나뉘어 매월 새로운 영웅을 효과적으로 소개한다.
각 시즌에는 배틀 패스를 구매할 수 있으며, 여기에는 캐릭터 스킨, 이모트, 스프레이 및 플레이어 배너와 같은 꾸미기 아이템이 포함되어 있다. 플레이어는 게임 내 통화인 크로노 토큰을 사용하여 구매할 수 있으며, 이는 매치 플레이 및 일일, 주간, 시즌별 챌린지 완료를 통해 얻는다. 플레이어가 해당 시즌의 배틀 패스를 구매하면 만료되지 않으므로, 플레이어는 다른 시즌 동안에도 보상을 받을 수 있다. 다른 꾸미기 콘텐츠는 게임 내 스토리에서 프리미엄 통화인 래티스를 사용하여 이용할 수 있으며, 이는 업적 보상, 이벤트, 배틀 패스 또는 실제 현금을 통해 얻을 수 있다. 또한, 마블 라이벌즈는 휴일 또는 시즌 테마를 중심으로 단기 이벤트를 제공했으며, 여기에는 제한 시간 모드 및 챌린지 완료를 위한 테마 꾸미기 아이템이 포함될 수 있다. 예를 들어, 첫 번째 겨울 축하 행사(2024년 12월 ~ 2025년 1월)는 스플래툰과 유사한 4대4 게임 모드를 특징으로 했으며, 모든 플레이어가 제프 더 랜드 샤크로 플레이하여 캐릭터의 침 뱉기 공격으로 지도에서 가장 많은 영역을 덮는 방식이었다.
| 시즌 | 시작            | 종료            | 테마 |
| ---- | --------------- | --------------- | --- |
| 0    | 2024년 12월 6일 | 2025년 1월 9일  | "둠의 부상" – 게임 출시를 위한 단축 시즌. |
| 1    | 2025년 1월 10일 | 2025년 4월 10일 | "영원한 밤이 온다" – 플레이 가능 영웅으로 판타스틱 포 (미스터 판타스틱, 인비저블우먼, 휴먼 토치, 그리고 싱)를 도입했다. 생텀 생토럼, 미드타운, 센트럴 파크 지도를 추가하고 뉴욕시의 뱀파이어 침공을 중심 이야기로 다룬다. 블러드 헌트 (2024년) 코믹스 스토리를 기반으로 한다. |
| 2    | 2025년 4월 11일 | 2025년 7월 11일 | "헬파이어 갈라" – 에마 프로스트와 울트론을 플레이 가능 영웅으로 도입했다. 크라코아 지도를 추가하고 울트론의 크라코아 공격을 중심 이야기로 다룬다. 크라코아 시대의 헬파이어 갈라 만화 이벤트를 기반으로 한다.                                                                  |
| 3    | 2025년 7월 11일 |                 | "심연이 깨어난다" – 피닉스와 블레이드를 플레이 가능 영웅으로 도입했다. |

## 개발
마블 게임즈는 팀 기반 PvP 히어로 슈터 게임을 개발하기 위해 넷이즈와 제휴했다. 넷이즈 게임즈는 주로 게임 플레이 콘텐츠의 디자인 및 개발을 담당하고, 마블 게임즈는 콘텐츠가 마블 브랜드 및 지적 재산의 톤과 일치하는지 확인하는 감독 역할을 한다. 마블 라이벌즈의 넷이즈 게임즈 개발팀은 광저우시에 기반을 두고 있으며, 수석 프로듀서 웨이콩 우와 크리에이티브 디렉터 광윤 첸이 이끌고 있다.
이 게임은 언리얼 엔진 5를 기반으로 구축되었다. 마블 게임즈 선임 프로듀서 대니 구는 마블 라이벌즈의 시각을 동양과 서양 예술 스타일의 혼합으로 특징지었다.
각 시즌은 해당 시즌 콘텐츠에 대한 계획 프로세스가 선행된다. 개발자들은 먼저 시즌의 테마를 계획하고, 그 시즌에 플레이어에게 어떤 새로운 경험을 제공할지 고려하며, 이것이 어떤 종류의 영웅이 더 적합한지 평가하는 기준이 된다. 동시에 어떤 새로운 게임 플레이가 나타날 수 있는지와 해당하는 새로운 레벨 맵도 고려한다.
개발팀은 추가 게임 플레이 모드를 실험했지만, 2025년 2월 현재, 플레이어 대 환경 게임 모드를 도입할 현재 계획은 없다.

## 출시 및 마케팅
마블 게임즈는 2024년 3월 27일 공개된 트레일러를 통해 게임을 처음 발표했다. 2024년 11월 30일, 게임 출시 일주일도 채 안 되어 게임의 론칭 트레일러가 공개되었으며, 출시와 함께 추가될 5개의 새로운 플레이 가능한 영웅을 선보였다.

### 플레이 테스트
마블 라이벌즈는 2024년 5월 10일부터 20일까지 열흘간 일반인에게 공개된 비공개 알파 테스트를 진행했다. 플레이어는 게임 플레이를 통해 최종 게임 출시로 이전 가능한 영구 보상을 얻을 수 있었다. 포함된 보상으로는 독점적인 알파 테스터 타이틀과 스칼렛 위치 캐릭터의 플레이 가능한 스킨이 있었는데, 둘 다 테스트의 전용 배틀 패스를 통해 얻을 수 있었다. 추가 영구 보상으로는 게임의 이름과 같은 알파 토너먼트에서 상위 32위에 들면 얻는 "여명의 전설" 타이틀과 플레이 테스트 중 게임 개발자와 함께 플레이하거나 대결하여 얻는 게임 내 스프레이 장식이 있었다.
넷이즈는 알파 플레이 테스트 중 스트리머 브랜든 라네드가 알파 테스트에 접근할 수 있는 콘텐츠 크리에이터에게 제공된 계약서에 게임에 대해 부정적인 언급을 금지하는 비방 금지 조항이 포함되어 있다고 소셜 미디어에서 비난하자 반발을 겪었다. 논란 이후 넷이즈는 사과하며 계약을 크리에이터 친화적으로 수정하겠다고 밝혔다.
마블 라이벌즈의 비공개 베타 테스트는 2024년 7월 23일부터 8월 5일까지 콘솔과 PC에서 진행되었다.

### 출시
마블 라이벌즈는 출시부터 부분 유료화이다. 이 게임은 스팀과 에픽게임즈를 통해 윈도우용으로 출시될 예정이었지만, 넷이즈 게임즈는 다른 플랫폼으로의 잠재적 출시를 모색하고 있다고 밝혔다. 5월에 개최된 소니의 스테이트 오브 플레이에서 이 게임은 플레이스테이션 5와 엑스박스 시리즈 X/S로도 출시될 예정이며, 다가오는 베타 플레이 테스트도 진행될 것이라고 밝혔다. 2024년 11월 16일, 마블 라이벌즈는 출시일에 영어, 일본어 또는 북경어 음성 해설을 선택할 수 있는 옵션이 포함될 것이 확인되었다.
마블 라이벌즈는 2024년 12월 6일에 출시되었다. 넷이즈 게임즈 시애틀 기반 디자인 팀의 디렉터인 태디어스 새서는 플레이어가 한 게임에 투자하면 다른 게임으로 이동하려는 의지가 줄어드는 전환 비용이 있다고 말했다. 그는 마블 라이벌즈의 성공과 같은 해 출시된 히어로 슈터 콘코드의 상업적 실패를 대조하며, 후자의 부진한 성과는 이러한 고려 사항을 극복할 독특한 가치를 제공하지 못했기 때문이라고 설명했다.
2025년 2월, 넷이즈는 디렉터 새서를 포함한 시애틀 기반 디자인 팀을 해고했다. 이 팀은 6명으로 구성되었다고 한다. 코타쿠는 "히어로 슈터에 참여한 팀들의 규모와 위치를 파악하기 어려웠으며, 영향을 받은 팀들의 범위나 그 이유가 즉시 명확하지 않다"고 보도했다. 넷이즈는 폐쇄에 대한 답변에서 "조직적인 이유와 게임 개발 효율성을 최적화하기 위해 마블 라이벌즈 개발팀 구조를 조정하는 어려운 결정을 내렸다"고 말했으며, 광저우시에 기반을 둔 핵심 개발팀이 계속해서 작업을 진행하고 있다고 밝혔다.

### 타이인 미디어
마블 라이벌즈 인피니티 코믹 (2024)은 작가 폴 알로와 아티스트 루카 클라레티의 6부작 디지털 단편 시리즈이다. 이 작품은 마블 코믹스에서 인피니티 코믹스 프로그램을 통해 마블 언리미티드에 출판되었다. 마블 라이벌즈에서 영감을 받은 새로운 게임 모드도 테이블탑 마블 멀티버스 롤플레잉 게임에 추가되었다. 또한, 마블 라이벌즈 테마 글라이더는 포트나이트 배틀로얄에서 사용 가능하며, 마블 라이벌즈에서 챌린지를 플레이하고 에픽게임즈 계정을 연결하면 얻을 수 있다. 또한 닥터 둠 2099를 기반으로 한 스킨이 포트나이트에서 사용 가능하며, 레고 포트나이트 경험에서 사용 가능한 레고 스타일도 제공된다.

## 이스포츠
마블 라이벌즈는 출시 이후 빠르게 경쟁적인 이스포츠 장면을 구축했으며, 넷이즈는 다양한 토너먼트를 적극적으로 조직하고 지원하고 있다. 이 게임의 경쟁 구조에는 모든 플레이어를 위한 공개 예선과 프로 팀을 위한 초대 전용 이벤트가 모두 포함된다. 밸런스 패치도 구현되었다.

### 토너먼트 및 기타 경쟁 이벤트
- 마블 라이벌즈 챔피언십 (MRC): 모든 플레이어에게 개방된 시즌별 게임 내 이벤트로, 캐주얼 팀과 이스포츠 조직의 후원을 받는 팀 모두가 참여할 수 있다.[74][75][76]
- 마블 라이벌즈 인비테이셔널 (MRI): 기존 이스포츠 조직이 참여하는 초대 전용 토너먼트.[77][더 나은 출처 필요]
- 마블 라이벌즈 이그나이트 2025: 공개 예선과 지역 플레이오프를 모두 통과한 팀들을 위한 토너먼트. 스크린 랜트는 3백만 달러의 상금 풀이 "현재까지 게임에서 본 가장 큰 경쟁 상금 풀 중 하나"라고 언급했다.[78]

- 라이벌즈 파이트 나이트: 북미 및 유럽 브래킷이 있는 정기 이벤트.[79][더 나은 출처 필요]

### 검열
출시 후, 중국 국경을 넘어 논란이 되는 용어에 대한 게임 내 검열에 대한 논의가 진행되었다. 특히, "곰돌이 푸"의 검열은 중국에 기반을 둔 개발사 넷이즈가 중국의 곰돌이 푸 검열로 인해 이 문구를 차단했다고 추측을 불러일으켰다. 게임 내에서 금지된 중국에서 제한된 다른 문구에는 "1989", "톈안먼 광장", "자유 대만", 그리고 위구르족 박해와 관련된 용어들이 포함된다. 검열은 중국에 특화된 콘텐츠를 넘어 "ISIS" 및 "히틀러"와 같은 단어도 제한한다. 게임 내 채팅에서 이러한 금지된 메시지를 사용하려고 하면 "텍스트에 부적절한 콘텐츠가 포함되어 있습니다."라는 메시지가 표시된다.

## 평가
마블 라이벌즈는 PC 버전에서 "혼합 또는 평균" 리뷰를, 플레이스테이션 5 버전에서 "대체로 호의적인" 리뷰를 받았다고 리뷰 애그리게이터 웹사이트 메타크리틱이 밝혔다.
마블 라이벌즈는 페이투윈 요소(영웅과 같은 모든 게임 플레이 요소는 무료)가 없고 구매한 배틀 패스에 시간 제한이 없는 수익 모델로 찬사를 받았다.
게임 랜트는 라이벌즈에 "항복 투표" 기능이 도입되면서 플레이어 커뮤니티 내에서 논쟁을 불러일으켰다고 언급한다. 이 기능은 다수가 동의하면 팀이 경기를 조기에 종료할 수 있도록 한다. 지지자들은 이 기능이 특히 연결 문제나 불균형한 경기에서 좌절감을 주는, 이길 수 없는 상황을 피하는 데 도움이 된다고 주장했다. 그러나 비평가들은 이 기능이 패배주의적인 태도를 조장하고 팀 역학을 방해하여 잠재적으로 부정적인 분위기와 성급한 경기 종료로 이어질 수 있다고 우려했다.

### 재정 및 플레이어 지표
마블 라이벌즈는 72시간 만에 전 세계적으로 1천만 명의 플레이어를 달성했다. 또한, 2024년 12월 8일 스팀에서 480,990명의 동시 접속자 수를 기록했다. 12월 17일 발표에 따르면 2천만 명의 플레이어를 넘어섰다. 첫 한 달 동안 게임은 대부분의 게임 내 플레이어 수를 유지했다. 중국 게임 산업 연구 웹사이트인 GameLook은 이 기간 동안 모든 플랫폼에서 약 1억 3500만 달러의 매출을 추정했다. 이 게임은 2024년 12월 미국, 영국, 독일, 프랑스, 스페인, 이탈리아에서 매출 상위 20개 게임 중 6위를 차지했다.
마이크로소프트는 마블 라이벌즈가 2024년 엑스박스에서 가장 높은 일일 활성 사용자 수를 기록한 게임 중 하나라고 밝혔다. 마블 라이벌즈 시즌 1이 시작되자 이 게임은 스팀에서 644,269명의 동시 접속자 수를 기록했다. 이는 이 지표에서 역대 14번째로 높은 수치이다. 이 게임은 2025년 1월 미국, 영국, 독일, 프랑스, 스페인, 이탈리아에서 매출 상위 20개 게임 중 5위를 차지했다. 넷이즈는 2025년 2월 현재 게임 플레이어 수가 4천만 명을 넘어섰다고 보고했다.

### 수상
인터랙티브 예술 과학 협회는 제28회 D.I.C.E. 어워드에서 마블 라이벌즈를 "온라인 올해의 게임" 부문에 지명했다.

## 내용주
1. ↑  Marvel Rivals 감독 광윤 첸은 광광(Guangguang)이라는 별명으로도 알려져 있습니다.[1]
2. ↑  중국어 간체자: 漫威争锋, 정체자: 漫威爭鋒, 병음: Mànwēi Zhēngfēng.[9]